# Bahnhof Halsdorf

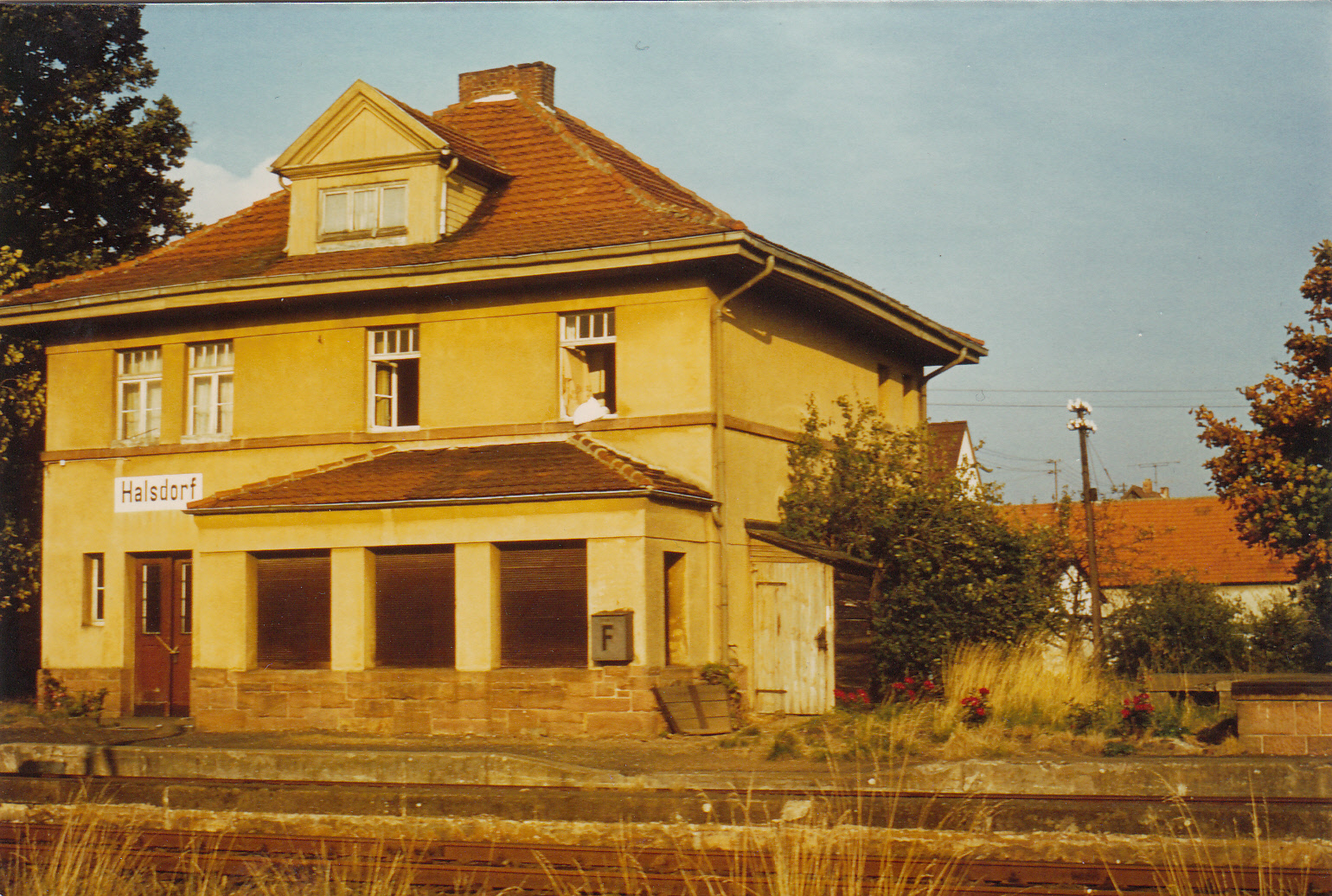
Westansicht Bahnhof Halsdorf vor der Streckenstilllegung

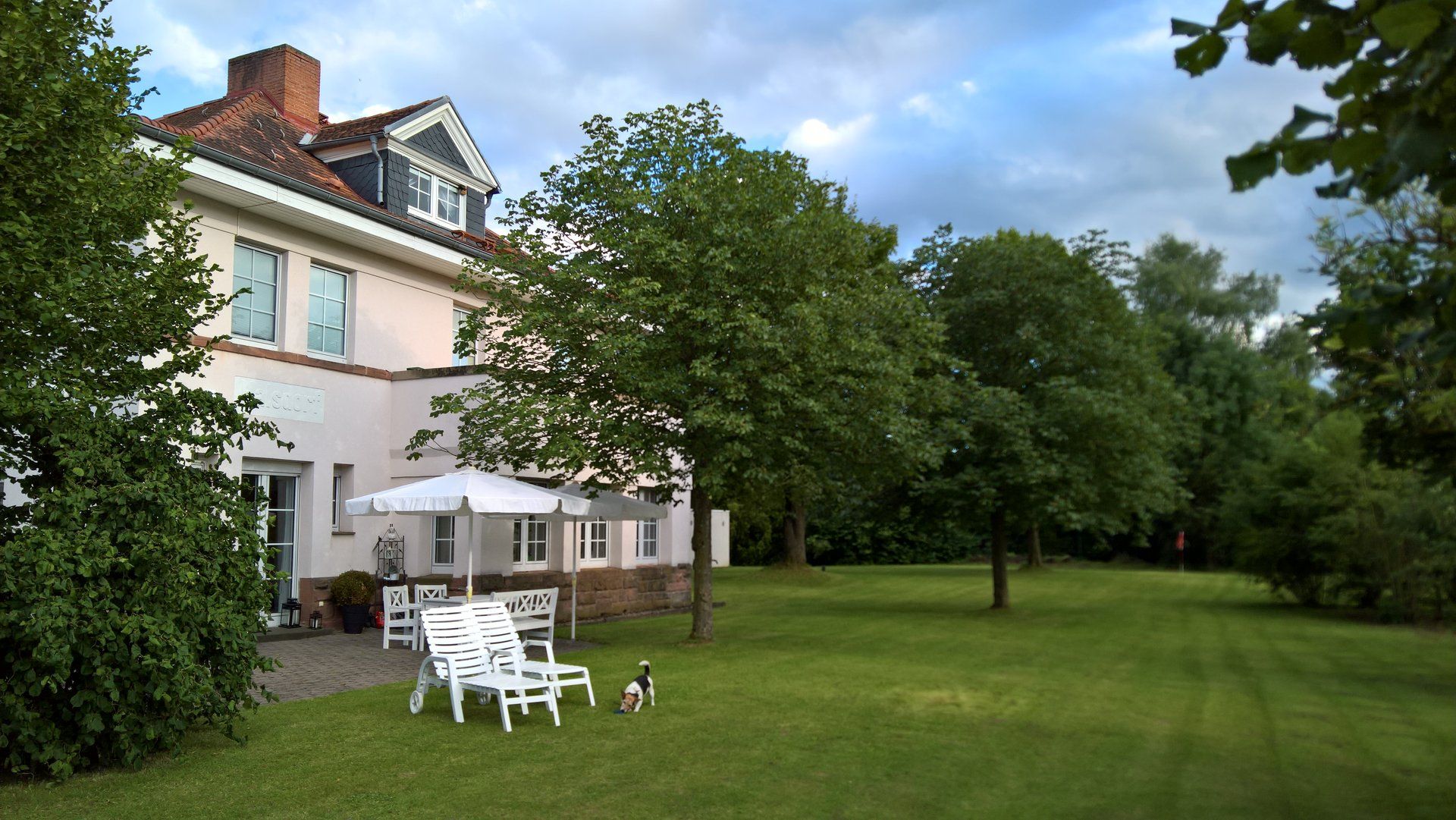
Heutige Nutzung des Bahnhofsgebäudes als Wohnvilla

Der Bahnhof Halsdorf ist ein ehemaliger Haltepunkt der Wohratalbahn in Mittelhessen, welcher am 30. April 1914 eingeweiht wurde.
Mit der Einstellung des Personenverkehrs im Jahr 1972 verlor der Bahnhof Halsdorf an Bedeutung. 1981 wurde auch der Güterverkehr eingestellt, im Jahr 1982 die Strecke abgebaut. Heute führt der Hessische Radfernweg 6, der vom nordhessischen Diemelstadt ins südhessische Lampertheim verläuft, direkt am ehemaligen Bahnhofsgebäude entlang.
Bei dem 1914 fertiggestellten Typenbau Bahnhofstraße 1 am Südwestrand des Dorfs nach dem Entwurf von Alois Holtmeyer handelt es sich um  einen kubischen Putzbau unter Walmdach. Die ehemalige Bahnstrecke verlief westlich des Bahnhofgebäudes. Zum Objekt gehört ein separates, etwas nördlich gelegenes Toilettenhäuschen aus Fachwerk, das ebenfalls noch steht.
Im Jahr 1935 kam dem Halsdorfer Bahnhof bei Streckenkilometer 11,4 eine besondere Bedeutung zu, als dieser als Abzweigbahnhof für die Flugplatzbahn nach Bracht erweitert wurde. Wegen des Transports von Benzin und Bomben im Zweiten Weltkrieg, der von Halsdorf in Richtung des Flugplatzes Bracht erfolgte, wurde auch der Halsdorfer Bahnhof unter Beschuss genommen. Im Januar 1945 wurden drei Bomben auf den Bahnhof abgeworfen, die erhebliche Schäden an dem Gebäude verursachten.
Zehn Jahre nach der Einstellung des Personenverkehrs wurde auch der Güterverkehr eingestellt und das ehemalige Bahnhofsgebäude zu einer Wohnvilla umgebaut, welche sich heute im Privatbesitz befindet. Auf der Westseite des ehemaligen Bahnhofs wurde der Bahnhofsschriftzug beibehalten, die Schienen sind jedoch der parkähnlichen Gartenanlage gewichen.